# Sigil (informatica)
Sigil in informatica indica un carattere che precede una variabile, specificandone il tipo o la visibilità. Il termine, coniato nel 1999 da Philip Gwyn, è particolarmente utilizzato nel linguaggio di programmazione Perl.
In C# è possibile utilizzare il sigil @ per definire una variabile omonima a una delle parole riservate del linguaggio.